# Parròquia de Nīca
La Parròquia de Nīca (en letó: Nīcas pagasts) és una unitat administrativa del municipi de Nīca, al sud de Letònia. Abans de la reforma territorial administrativa de l'any 2009 pertanyia al raion de Liepaja.

## Pobles, viles i assentaments
| - Aucugals - Auzumuiža - Bernāti - Bētiņu ciems - Brušvītu ciems - Cenkone - Jaunciems |  | - Jūrmalciems - Kairu ciems - Kalnišķi - Klampju ciems - Lauciņciems - Nīca (ciutat) |  | - Paipu ciems - Pērkone - Reiņugals - Sējējciems - Sīklesciems - Skatre |  |

## Hidrografia

### Rius i afluents
- Bārta
- Jēčupe
- Tosele
- Kalnišķu strauts
- Līgupe
- Paurupe

### Llacs
- Part del llac Liepaja (àrea total de 37,15 km²)
- Part del llac Papes (àrea total de 12,05 km²)

### Pantans
- Mēķes